# American (canción de Lana Del Rey)
«American» es una canción de la cantante y compositora estadounidense Lana Del Rey, tomada de su tercer extended play, Paradise (2012), y de la reedición de su álbum de estudio debut, Born to Die: The Paradise Edition (2012). «American» apareció por primera vez en un avance publicado en su cuenta oficial de YouTube como un fragmento.

## Antecedentes
Líricamente, la letra de la canción se centra en el interés amoroso de Del Rey, un hombre estadounidense suave y bronceado que la hace sentir salvaje «como una niña». En la canción, Del Rey hace referencias a los cantantes de rock estadounidenses Bruce Springsteen y Elvis Presley. Del Rey, Emile Haynie y Rick Nowels escribieron la canción, mientras que los últimos dos manejaron la producción.

## Recepción

### Crítica
Desde su lanzamiento, «American» ha recibido críticas mixtas y positivas de críticos y fanáticos por igual. En 2017, Billboard clasificó la canción como la quinta mejor canción de Del Rey. Robert Copsey de Digital Spy habló positivamente de la canción, calificándola como una de las mejores canciones del extended play. Jesse Cataldo de Slant le dio a la canción una crítica mixta, afirmando que la canción «se apoyaba demasiado en un esqueleto atmosférico preestablecido». Peter Tabakis escribió una crítica negativa de la canción para Pretty Much Amazing, llamando a la canción «simplemente tonta».

### Comercial

#### Listas
| Estados Unidos | Billboard Hot Rock Songs | 29  |
| Francia        | France Singles Chart     | 84  |
| Reino Unido    | UK Singles Chart         | 151 |

## Presentaciones en vivo y otras versiones
Del Rey interpretó la canción en vivo por primera vez en la primera fecha del Paradise Tour el 3 de abril de 2013, en Amnéville, Francia. La canción se incluyó como parte de la lista de canciones para la mayoría de las fechas restantes en la etapa 2013 del Paradise Tour. Al principio de su carrera, el grupo pop estadounidense Fifth Harmony hizo una versión de la canción en un video publicado en su canal de YouTube.

## Créditos y personal
Personal
- Lana Del Rey — voz, composición
- Rick Nowels — composición, producción, teclados, Matrix 1000
- Emile Haynie — composición, coproducción, batería
- Kieron Menzies — grabación, mezcla
- Chris Garcia & Jordan Stilwell — grabación adicional
- Patrick Warren — guitarra eléctrica, piano, sintetizador
- Dan Heath — arreglo orquestal
- Tim Pierce — guitarra eléctrica
- John Davis — masterización